# اجینگی
اجینگی (به لاتین: Ajingi) یک سکونتگاه مسکونی در نیجریه است که در کانو واقع شده‌است.

## خصوصیات
اجینگی ۷۱۴ کیلومترمربع مساحت و ۱۷۴٬۱۳۷ نفر جمعیت دارد.